# Колдаис (село)
Колдаис — село в Шемышейском районе Пензенской области России. Административный центр Колдаисского сельсовета.

## География
Село находится на юго-востоке центральной части Пензенской области, в пределах северного склона холмистой Хвалынской гряды, в лесостепной зоне, на левом берегу реки Суры, вблизи места впадения в неё реки Колдаис, на расстоянии примерно 21 километра (по прямой) к северо-востоку от Шемышейки, административного центра района. Абсолютная высота — 163 метра над уровнем моря.

### Климат
Климат характеризуется как умеренно континентальный. Средняя температура воздуха самого тёплого месяца (июля) — 20 °C (абсолютный максимум — 38 °C); самого холодного (января) — −19 °C (абсолютный минимум — −44 °C). Безморозный период длится 126 дней. Период активной вегетации составляет 135—145 дней. Годовое количество атмосферных осадков — 490 мм, из которых большая часть выпадает в тёплый период. Снежный покров держится в течение 149 дней.

### Часовой пояс
Село Колдаис, как и вся Пензенская область, находится в часовой зоне МСК (московское время). Смещение применяемого времени относительно UTC составляет +3:00.

## Население
| 1709  | 1718  | 1748  | 1795  | 1859  | 1877  | 1897  |
| ----- | ----- | ----- | ----- | ----- | ----- | ----- |
| 478   | ↘178  | ↗200  | ↗698  | ↗1226 | ↘1130 | ↗1821 |
| 1911  | 1926  | 1930  | 1939  | 1959  | 1979  | 1989  |
| ↗2287 | ↗2832 | ↘2495 | ↘2249 | ↘1324 | ↘802  | ↘666  |
| 1996  | 2002  | 2010  |       |       |       |       |
| ↘559  | ↘495  | ↘414  |       |       |       |       |

### Национальный состав
Согласно результатам переписи 2002 года, в национальной структуре населения мордва составляла 68 %, русские — 31 %.

#### Дунганская община
В первый раз из Кыргызстана и Казахстана в конце 2000-х стали переселяться дунгане, однако позднее они переселились в Краснодарский край.
С 2019 года возобновилось переселение дунган. В Колдаисской школе из 40 учеников 19 — дети из дунганских семей, а во вновь открытом детском саду из 19 воспитанников 17 дунган. Создан овощеводческий сельскохозяйственный производственный кооператив «Дунгане».